# Thursania mallalialis
Thursania mallalialis är en fjärilsart som beskrevs av Paul Dognin 1914. Thursania mallalialis ingår i släktet Thursania och familjen nattflyn. Inga underarter finns listade i Catalogue of Life.